# Anepsion semialbum
Anepsion semialbum là một loài nhện trong họ Araneidae.
Loài này thuộc chi Anepsion. Anepsion semialbum được Eugène Simon miêu tả năm 1880.